# Максимов, Евгений Павлович
Максимов, Евгений Павлович (род. 13 января 1955, Сеченово, Горьковская область) — советский и российский режиссёр-постановщик. Основатель и художественный руководитель Государственного ансамбля песни и танца «Русский Север». Народный артист Российской Федерации (2005).

## Биография
Родился 13 января 1955 года в селе Сеченово. С раннего детства увлёкся музыкой (пел, играл на баяне). После окончания 8 классов неполной средней школы Евгений поступил в Саранское музыкальное училище, затем в Ленинградский институт культуры. Дирижёр. По окончании института Евгений Павлович получил распределение в Государственный академический северный народный хор (г. Архангельск).
В 1989 году переехал в Вологду, где организовал ансамбль «Русский Север». С 2010 года ансамбль получил статус областного коллектива и стал именоваться Государственный ансамбль песни и танца «Русский Север».
В 2005 году Максимову Евгению Павловичу было присвоено звание Народный артист Российской Федерации.

## Награды и звания
- Заслуженный артист Российской Федерации (1 декабря 1994) — за заслуги в области искусства[6]
- Народный артист Российской Федерации (27 декабря 2005) — за большие заслуги в области искусства[1]
- Медаль ордена «За заслуги перед Отечеством» II степени (29 января 2016) — за заслуги в развитии отечественной культуры и искусства, многолетнюю плодотворную деятельность[7][8]

Прочие награды:
- Благодарность Министра культуры и массовых коммуникаций Российской Федерации (1 ноября 2005) — за организацию и успешное проведение VI Российско-Финляндского культурного форума[9]
- Государственная премия правительства Вологодской области — за вокально-хореографическое действо «Скоморохи» и балет "Дом у дороги (2016 г.) Удостоверение № 9. Постановление Губернатора от 28 января 2016 года[источник не указан 1893 дня]
- Медаль и диплом от президента РФ за участие в проведении 22-х олимпийских зимних игр 2014 года в городе Сочи от 20 июня 2014 года[источник не указан 1893 дня]
- Лауреат международного конкурса театральных коллективов (Лучший режиссер), г. Каракас, Венесуэла (1999)[источник не указан 1893 дня]
- Лауреат Всероссийского конкурса народных коллективов г. Владимир. Диплом (2018 г.)[источник не указан 1893 дня]

## Семья
- Отец — Павел Иванович Максимов
- Мать — Лидия Федоровна Максимова
- Жена (умерла) Зульфия Максимова
- Дети — дочь Маргарита (р. 1980) сын Максим (р. 1987)